# Středoevropská obranná spolupráce
Středoevropská obranná spolupráce (anglicky Central European Defence Cooperation, CEDC) je skupina, jejímiž členy jsou středoevropské země: Česko, Slovensko, Maďarsko, Rakousko, Slovinsko a Chorvatsko. Polsko má status pozorovatele.
Jejím cílem je rozšíření spolupráce v oblasti obrany, včetně sdílení obranných prostředků mezi členskými státy, společného výcviku a pořádání společných cvičení. 
Všechny členské státy jsou členy Evropské unie a všechny kromě Rakouska jsou součástí NATO.

## Historie
Vytváření skupiny začalo koncem roku 2010, první zasedání ministrů obrany se konalo v červnu 2012 v rakouském městě Frauenkirchen.
Na jaře 2016 (31.3. – 1.4.) se uskutečnila ve Vídni konference ministrů obrany CEDC, Polska, Srbska, Republiky Makedonie a Černé Hory, kde hlavním tématem byla evropská migrační krize. Zástupci Německa a Řecka byli také pozváni, ale nezúčastnili se.
Země společně převzaly iniciativu v pokračování uzavírání Balkánské trasy a zabezpečení vnějších hranic.
19. června 2017 se členské země v Praze zavázaly k užší spolupráci při vypořádání se s ilegální migrací, včetně použití armády. Jedním z cílů skupiny je, aby migranti, kteří chtějí získat azyl v některé zemi EU, museli o něj požádat mimo unii.
Země se dále dohodli na vytvoření akčního plánu, který bude rozdělovat úlohy jednotlivých armád, policií a dalších organizací členských zemí v případě potřeby společného zásahu.
V září 2017 skupina uspořádala společné cvičení Cooperative Security 2017 (COOPSEC17) v Rakouském Allentsteigu, zaměřené na ochranu hranic proti ilegální migraci.